# Pulcinoelefante
Pulcinoelefante è una casa editrice italiana fondata da Alberto Casiraghi.
La casa editrice pubblica le sue opere usando la stampa a mano con caratteri mobili utilizzando la pregiata carta hahnemuhle prodotta in Germania. Pubblica annualmente centinaia di piccole plaquettes formate da un testo (aforisma o breve poesia) accompagnato da piccole incisioni o disegni originali eseguiti da artisti. La tiratura è sempre sotto le 40 copie con esemplari numerati e fuori commercio.

## Storia
Nata come associazione culturale nel 1982, è gestita dal solo fondatore Alberto Casiraghi che produce senza seguire uno schema regolare, ma basandosi sui desideri e sugli incontri dell'editore con gli autori, poeti sconosciuti ma anche celebri quali Allen Ginsberg, Ezra Pound, Gregory Corso, Lawrence Ferlinghetti, Franz Kafka, Samuel Beckett, Jean Cocteau, Wisława Szymborska, Arturo Schwarz. Oltre ad Alda Merini e allo stesso editore Casiraghi, tra i poeti e gli aforisti più presenti nel catalogo Pulcinoelefante troviamo Dario Bellezza, Maurizio Cucchi, Lillo Gullo, Franco Loi, Bruno Munari, Arturo Schwarz, Vivian Lamarque. Tra gli artisti figurano Vittorio Ghielmi, Enrico Baj, Emilio Tadini, Claudio Parmiggiani, Ugo Nespolo, Flora Graiff, Giuliano Grittini, Enzo Cucchi. Nel 1992 Casiraghi conosce la poetessa Alda Merini e con lei nascono oltre 700 libretti, molti dei quali illustrati da Casiraghi.
La storia della casa editrice e del suo fondatore è raccontata, insieme a quella del rilegatore d'arte Josef Weiss, nel film documentario di Silvio Soldini uscito nel 2016 Il fiume ha sempre ragione.Nel 2020 il Comune di Milano ha acquistato per 150.000 euro i 10.441 libri unici fino ad allora stampati, destinandoli alla Casa-museo Boschi Di Stefano.

## Mostre
Le edizioni Pulcinoelefante sono state in mostra alla Biblioteca Panizzi di Reggio Emilia nel 2002, al comune di Russi (Ravenna) nel 2012, all'Istituto Italiano di Cultura di New York e Rutgers University - Newark, NJ nel 2005, a Bologna nel Palazzo di Re Enzo e del Podestà nel 2013; a Lisbona nella Biblioteca Nazionale nel 2014; a Milano nel 2013 alla "Casa dei libri" di Andrea Kerbaker (le edizioni Pulcinoelefante sono presenti in forma permanente nella sua collezione) e nel 2014 allo Spazio Ostrakon con la mostra «Il pulcino patafisico, per non parlar dell'elefante».